# Almaș (Arad)
Almaș (en hongrois : Háromalmás) est une commune du județ d'Arad (Roumanie) qui compte 2 532 habitants.
La commune est composée de 4 villages : Almaș, Cil, Joia Mare et Rădești. La commune est traversée par le Crișul Alb.

## Culture
D'après le recensement de 2011, la commune compte 2 531 habitants, en forte baisse par rapport au recensement de 2002 où elle en comptait 3 009.